# Lézignan-Corbières
Lézignan-Corbières en idioma francés, Lesinhan de las Corbièras en idioma occitano, es una ciudad  y comuna francesa, situada en el departamento del Aude en la región de Languedoc-Rosellón y en la región natural de las Corbières.
A sus habitantes se les conoce por el gentilicio Lézignanais.

## Demografía
| 6939 | 7558 | 7355 | 7514 | 7881 | 8266 |
| Para los censos de 1962 a 1999 la población legal corresponde a la población sin duplicidades (Fuente: INSEE [Consultar]) |      |      |      |      |      |

(Población sans doubles comptes según la metodología del INSEE).

## Lugares de interés
- Iglesia Saint-Félix de Gérone
- Museo de la viña y el vino.

## Personalidades relacionadas con la comuna
- Joseph Anglade (1868-1930), experto en literatura medieval.
- René Depestre (1926-), poeta
- Sébastien Deleigne (1967-)
- Christian Labit (1971-), jugador francés de rugby